# Jan Wimmer
Jan Wimmer (ur. 4 czerwca 1926 w Bydgoszczy, zm. 7 sierpnia 2016 w Warszawie) – polski historyk, badacz dziejów polskiej wojskowości, profesor nauk humanistycznych.

## Życiorys
Był absolwentem Uniwersytetu Jagiellońskiego, pracownikiem naukowym Wojskowego Instytutu Historycznego w Warszawie, w 1974 uzyskał tytuł profesora nauk historycznych.
Specjalizował się w historii XVII wieku, szczególnie historii wojskowości. Autor m.in. prac poświęconych polskiej piechocie i konfliktom zbrojnym XVII wieku (monografia Wiedeń 1683), współautor prac słownikowych i encyklopedycznych, sekretarz redakcji czasopism historycznych. Od 1975 członek Rady Naukowej Polskiego Słownika Biograficznego, autor 18 biogramów do PSB.
Ojciec dziennikarza i ekonomisty Pawła Wimmera.
Zmarł 7 sierpnia 2016 w Warszawie.  Pochowany na cmentarzu ewangelicko-augsburskim w Warszawie (aleja 41, miejsce 95).

## Wybrane publikacje
- Dawne wojsko polskie XVII i XVIII w.,  Warszawa 2006.
- Dzieje oręża polskiego do roku 1793 (współautor: Tadeusz Marian Nowak).
- Gdyby... Całkiem inna historia Polski, 2009 (jeden ze współautorów).
- Generał Marcin Kątski, Wydawnictwo MON.
- Historia piechoty polskiej do roku 1864, Warszawa 1978.
- Historia oręża polskiego 963–1795, Warszawa 1981 (współautor: Tadeusz Marian Nowak).
- Oblężenie i odsiecz Wiednia [w:] Tryumf wiedeński 1683, Kraków: KAW, ISBN 83-03-01012-3.
- Odsiecz wiedeńska 1683 roku.
- Polska-Szwecja. Konflikty zbrojne w XVI-XVIII wieku.
- Wiedeń 1683. Dzieje kampanii i bitwy, Warszawa 1983.
- Wojna polsko-szwedzka 1655-1660.
- Wojsko Rzeczypospolitej w dobie wojny północnej 1700–1717, Warszawa: Wydawnictwo Ministerstwa Obrony Narodowej 1956.
- Wojsko polskie w drugiej połowie XVII wieku, Warszawa: Wydawnictwo Ministerstwa Obrony Narodowej 1965.
- Zarys dziejów wojskowości polskiej do roku 1864. Tom I - do roku 1648, Wydawnictwo MON (jeden ze współautorów).
- Zarys dziejów wojskowości polskiej do roku 1864. Tom II - od roku 1648 do 1864, Wydawnictwo MON (jeden ze współautorów).